# Sladká chuť svobody
Sladká chuť svobody (v anglickém originále Sweet Taste of Liberty) je 3. díl 1. řady amerického seriálu Jak jsem poznal vaši matku. Premiérově byl uveden 3. října 2005 na stanici CBS, v Česku byl poprvé vysílán 1. prosince 2009 na stanici Prima Cool. Scénář napsali Chris Miller a Phil Lord, režírovala jej Pamela Fryman.

## Děj
Barney se rozhodne, že je čas vytáhnout Teda z jeho stereotypního života. Řekne Tedovi, že chce udělat něco „legendárního“. Posadí Teda do taxíku se slovy, že potřebuje někoho vyzvednout na letišti JFK. Barney uvede Teda do situace: jsou mezinárodní obchodníci, kteří se právě vrátili z cesty do Japonska. Barney se poté ale rozhodne, že by měli letět s dvěma atraktivními ženami do Filadelfie. V letadle ale Barney s Tedem zjišťují, že ty dvě ženy jsou přítelkyněmi hráčů Philadelphia Eagles.
Barney s Tedem jsou na letišti zadrženi, protože na JFK nechali svá zavazadla na páse a odešli pryč. Byli propuštěni poté, co byl Barneyho kufr otevřen a v něm byly pouze kondomy. Následně odejdou k Sasche (Sascha pracuje jako ochranka na letišti), ale její party nestojí za nic (hlavně proto, že v druhém patře spí její děda). Barney, který se na party seznámí s člověkem, který hlídá Zvon svobody, přijde s myšlenkou, že by bylo „legendární“, kdyby Zvon olízli. Ted zprvu odmítá, nakonec to ale stejně udělá.
Mezitím spolu tráví čas Lily s Robin. Lily žárlí na Robin, protože ta je single a muži jí kupují drinky. Zavolá tedy Marshallovi, jestli si může sundat snubní prsten, který s tím souhlasí. Lily se snaží někoho sbalit, není ale úspěšná, jediný, kdo s ní promluvil, byl gay, který jí řekl, že si sedla na hroznové víno. Robin je naštvaná kvůli Lilyinu chování a přesvědčí ji, že ona už má, co každá nezadaná žena chce: dobrého přítele. Gay se Lily nabídne, že jí pomůže odstranit skvrnu po vínu, ale v tu chvíli do baru vejde Marshall a chce se s ním porvat. Gay ho ale obejme s omluvou, že prát se nechtěl. V ten moment ale přijde gayův přítel, uvidí ho objímat se s Marshallem a napadne ho.

## Hodnocení
- IMDb – 8,2/10[1]
- ČSFD – 88 %[2]